# Томович, Ненад
Не́над То́мович (серб. Ненад Томовић; род. 30 августа 1987, Крагуевац) — сербский футболист, защитник клуба «Чукарички». Выступал за сборную Сербии.

## Карьера
Ненад Томович начал карьеру в клубе его родного города «Шумадья» (Крагуевац). В 2003 году он перешёл в «Рад», откуда, через год, в «Црвену звезду». Он дебютировал в составе клуба в матче с «Зетой», однако этот матч остался для Томовича единственным в составе команды. После этого, он полтора года находился в аренде в клубе «Рад», который выступал во втором дивизионе чемпионата Югославии. Томович вернулся в «Црвену Звезду» лишь с приходом на пост главного тренера клуба Александара Янковича и стал игроком основы команды, проведя 27 матчей и забив 1 гол.
В 2009 году Томович перешёл в итальянский клуб «Дженоа», который заплатил за трансфер защитника 1,8 млн евро. Он дебютировал в составе команды 30 августа 2009 года в матче с «Аталантой».
1 июля 2018 года «Кьево» выкупила Томовича у «Фиорентины». 26 августа 2018 года игрок забивает свой первый гол за новый клуб в ворота своего бывшего клуба — «Фиорентины».

## Международная карьера
Международную карьеру Томович начал с молодёжной сборной Югославии, за которую выступал, в том числе и на Олимпиаде 2008. В составе первой сборной он дебютировал 14 декабря 2008 года в товарищеской игре с Польшей.